# Raí Nascimento
Raí Nascimento de Oliveira, noto semplicemente come Raí Nascimento (Rio de Janeiro, 18 maggio 1998), è un calciatore brasiliano, attaccante del Guarani.

## Carriera
Nato a Rio de Janeiro, all'età di 14 anni si trasferisce in Spagna dove gioca nei settori giovanili di Stadium Casablanca e Stadium Venecia prima di passare all'Alfindén in settima divisione.
Nell'agosto 2016 viene acquistato dal Real Saragozza, ma non può esordire fino al gennaio seguente per alcuni problemi burocratici. Inizialmente assegnato alla squadra riserve, debutta l'8 gennaio in occasione dell'incontro di Tercera División perso 4-2 contro il Belchite 97 dove va subito a segno.
Il 19 marzo seguente esordisce anche in prima squadra rimpiazzando Rolf Feltscher nel secondo tempo del match perso 2-1 contro il Siviglia Atlético; il 27 aprile rinnova il suo contratto fino al 2021 ottenendo la promozione definitiva in prima squadra il 6 giugno seguente.
Il 29 gennaio 2019 viene ceduto in prestito all'Ibiza fino al termine della stagione; in seguito prolungato anche per tutta la stagione 2019-2020.
Dopo il rientro viene confermato in prima squadra ed il 28 settembre rinnova il proprio contratto fino al 2023; realizza la sua prima rete con il club aragonese il 5 gennaio 2021 nel match di Coppa del Re perso 2-1 contro l'Alcorcón.
Poco utilizzato nel prosieguo della stagione, il 25 gennaio rescinde consensualmente il contratto con la società e due giorni più tardi si accasa al Deportivo La Coruña con cui firma fino al termine della stagione.
Il 23 settembre 2021 fa ritorno in patria firmando un contratto annuale con il Bahia.

## Statistiche

### Presenze e reti nei club
Statistiche aggiornate al 25 ottobre 2021.
| Stagione        | Squadra             | Campionato      | Campionato | Campionato | Coppe nazionali | Coppe nazionali | Coppe nazionali | Coppe continentali | Coppe continentali | Coppe continentali | Altre coppe | Altre coppe | Altre coppe | Totale | Totale |
| Stagione        | Squadra             | Comp            | Pres       | Reti       | Comp            | Pres            | Reti            | Comp               | Pres               | Reti               | Comp        | Pres        | Reti        | Pres   | Reti   |
| --------------- | ------------------- | --------------- | ---------- | ---------- | --------------- | --------------- | --------------- | ------------------ | ------------------ | ------------------ | ----------- | ----------- | ----------- | ------ | ------ |
| 2014-2015       | Alfindén            | 7D              | 15         | 11         |                 | -               | -               |                    | -                  | -                  |             | -           | -           | 15     | 11     |
| 2015-2016       | Alfindén            | 7D              | 19         | 13         |                 | -               | -               |                    | -                  | -                  |             | -           | -           | 19     | 13     |
| 2016-2017       | Real Saragozza B    | TD              | 4+2        | 4+0        |                 | -               | -               |                    | -                  | -                  |             | -           | -           | 6      | 4      |
| 2017-2018       | Real Saragozza B    | SDB             | 21         | 2          |                 | -               | -               |                    | -                  | -                  |             | -           | -           | 21     | 2      |
| 2016-2017       | Real Saragozza      | SD              | 2          | 0          | CR              | 0               | 0               |                    | -                  | -                  |             | -           | -           | 2      | 0      |
| 2017-2018       | Real Saragozza      | SD              | 0          | 0          | CR              | 2               | 0               |                    | -                  | -                  |             | -           | -           | 2      | 0      |
| 2018-gen. 2019  | Real Saragozza      | SD              | 1          | 0          | CR              | 1               | 0               |                    | -                  | -                  |             | -           | -           | 2      | 0      |
| gen.-giu. 2019  | Ibiza               | SDB             | 12         | 1          | CR              | 0               | 0               |                    | -                  | -                  |             | -           | -           | 12     | 1      |
| 2019-2020       | Ibiza               | SDB             | 23+1       | 4          | CR              | 3               | 0               |                    | -                  | -                  |             | -           | -           | 27     | 4      |
| 2020-gen. 2021  | Real Saragozza      | SD              | 5          | 0          | CR              | 2               | 1               |                    | -                  | -                  |             | -           | -           | 7      | 1      |
| gen.-giu. 2021  | Deportivo La Coruña | SDB             | 13         | 0          | CR              | 0               | 0               |                    | -                  | -                  |             | -           | -           | 13     | 0      |
| 2021            | Bahia               | PD/BA+A         | 0+5        | 2          | CB              | 0               | 0               |                    | -                  | -                  |             | -           | -           | 5      | 2      |
| Totale carriera | Totale carriera     | Totale carriera | 123        | 37         |                 | 8               | 1               |                    | -                  | -                  |             | -           | -           | 131    | 38     |

## Palmarès

### Club

#### Competizioni nazionali
- Coppa di Bulgaria: 1

Ludogorec: 2022-2023
- Campionato bulgaro: 2

Ludogorec: 2022-2023, 2023-2024
- Supercoppa di Bulgaria: 1

Ludogorec: 2023